# Marc Levy
Marc Levy (Boulogne-Billancourt, Francia, 16 de octubre de 1961), socorrista durante los primeros años de su juventud, empresario más tarde, se convierte, a partir de sus 39 años, cuando publica su primera novela, en uno de los escritores franceses más leídos de todos los tiempos. 
Es autor de Ojalá fuera cierto, uno de los libros más vendidos en el panorama literario francés de los primeros años 2000, y que ha servido de origen para la película de Mark Waters Just Like Heaven, que en España se tituló igual que la novela.
Ingresó en la Cruz Roja como socorrista a los 18 años, y trabajó allí durante seis años más. En 1984, se trasladó a los Estados Unidos y montó en la ciudad de San Francisco una empresa especializada en imagen digital (Rambow Images). Nueve años más tarde regresará a París para fundar junto a dos amigos un despacho de arquitectura (Eurythmic Cloiselec). Pero cuando contaba 39 años, su vida dio un vuelco al publicar un libro escrito para su hijo. 
Marc Levy es hoy en día un escritor de éxito. Entre sus próximos proyectos está dirigir cine, una película producida por Dominique Farrugia. Su próxima novela, C'est arrivé la nuit, saldrá a la venta en Francia el 29 de septiembre de 2020.

## Películas basada en sus libros
- 2005, Just Like Heaven
- 2009, Separados por el destino
- 2009, Mes amis, mes amours